# Juventude Operária do Monte Abraão
A Juventude Operária do Monte Abraão, também conhecida por JOMA, é um clube desportivo português fundado em 1973, com sede em Monte Abraão, Município de Sintra. É considerado um clube histórico no atletismo português, tendo sido a casa de vários recordistas nacionais, tais como Diogo Ferreira (salto à vara), Lorène Bazolo (100 metros), Naide Gomes (salto em comprimento) e da medalhada olímpica Patrícia Mamona, que representou o clube de 2002 a 2010.

## História e modalidades
Fundado em 1973 por um grupo de jovens residentes na localidade (à altura, pertencente à vila de Queluz), o início da JOMA deu-se para que pudessem jogar futebol a nível competitivo. Com o passar do tempo, o clube alargou a sua ação, diversificando a oferta de modalidades. Entre as décadas de 90 e 2000, tornou-se uma referência na formação em atletismo em Portugal, em parte pela aposta forte na captação de talentos nas escolas do município.
Em 2021, o clube representava mais de 300 atletas nas disciplinas de atletismo, futsal, karaté, bilhar e zumba. O palmarés da JOMA conta, pelo menos, 232 campeões nacionais individuais e 26 títulos nacionais coletivos (dados de 2021).